# Huron (Dakota du Sud)
Pour les articles homonymes, voir Huron (homonymie).
La ville de Huron est le siège du comté de Beadle, dans l'État du Dakota du Sud, aux États-Unis. Selon le recensement de 2010, elle compte 12 592 habitants.

## Géographie
Huron est située sur la rive ouest de la James River, dans le centre-est du Dakota du Sud.
La municipalité s'étend sur 10,56 milles carrés (27,35 km2), dont 9,48 milles carrés (24,55 km2) de terres et 1,09 mille carré (2,82 km2) d'étendues d'eau.

## Histoire et patrimoine
Dans les années 1870, le président de la Chicago and North Western Railway, Marvin Hughitt, souhaite étendre son réseau au centre du Dakota. La ville est fondée en 1880 et nommée par Hughitt en référence aux Hurons. Elle se développement rapidement. Peu après sa fondation, le comté de Beadle est créé et Huron est désignée siège du comté. Elle devient une municipalité en 1883.
Dans les années 1880, Huron tente de devenir la capitale du territoire du Dakota mais Pierre lui est préférée. Jusqu'au milieu du XXe siècle, le chemin de fer reste l'activité principale de la ville.
En 1959, le long de l'U.S. Route 14, est construite une statue du « plus grand faisan au monde », mesurant 8,5 mètres pour 22 tonnes. Elle fait référence à une légende locale sur un faisan géant,.

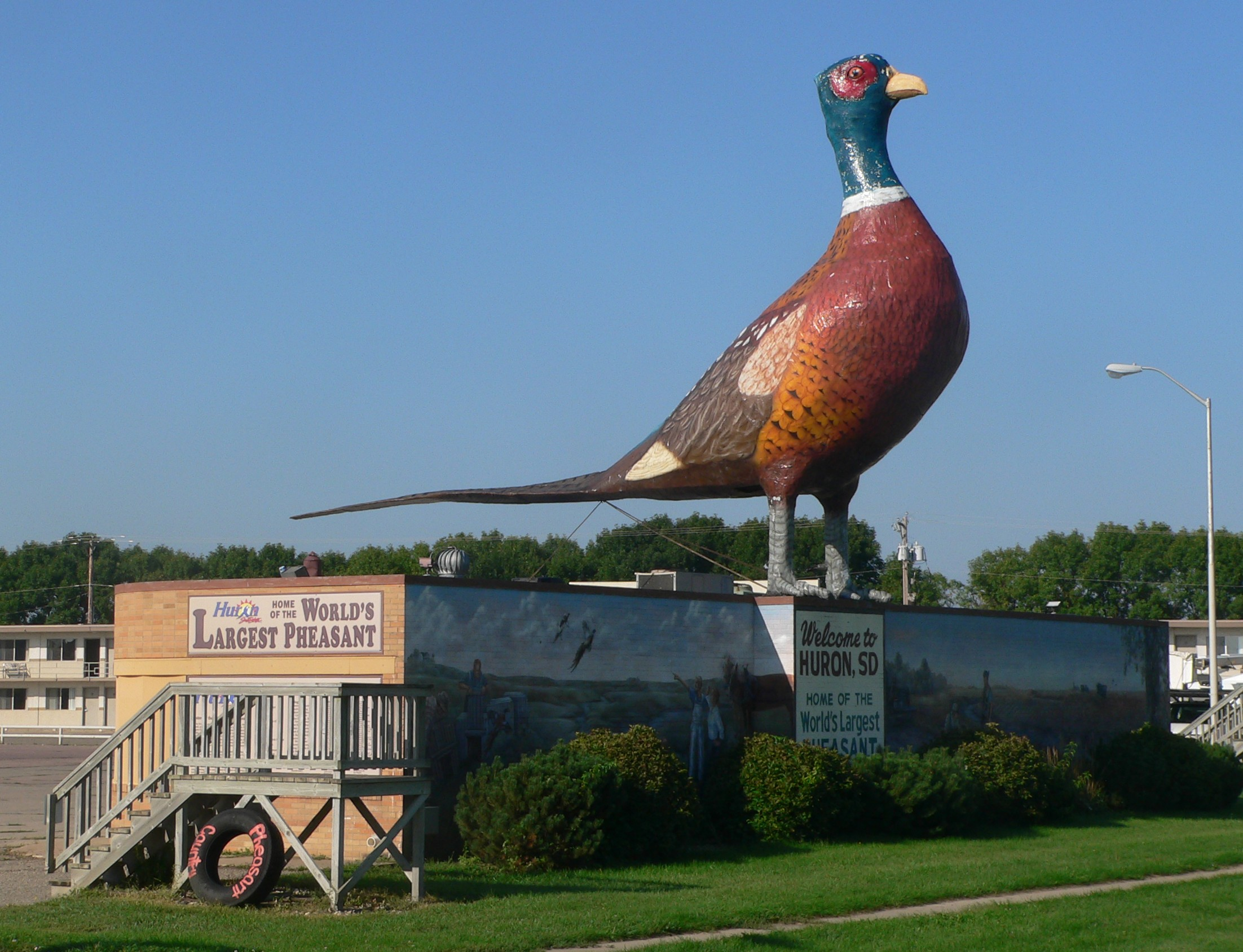
Le plus grand faisan au monde.
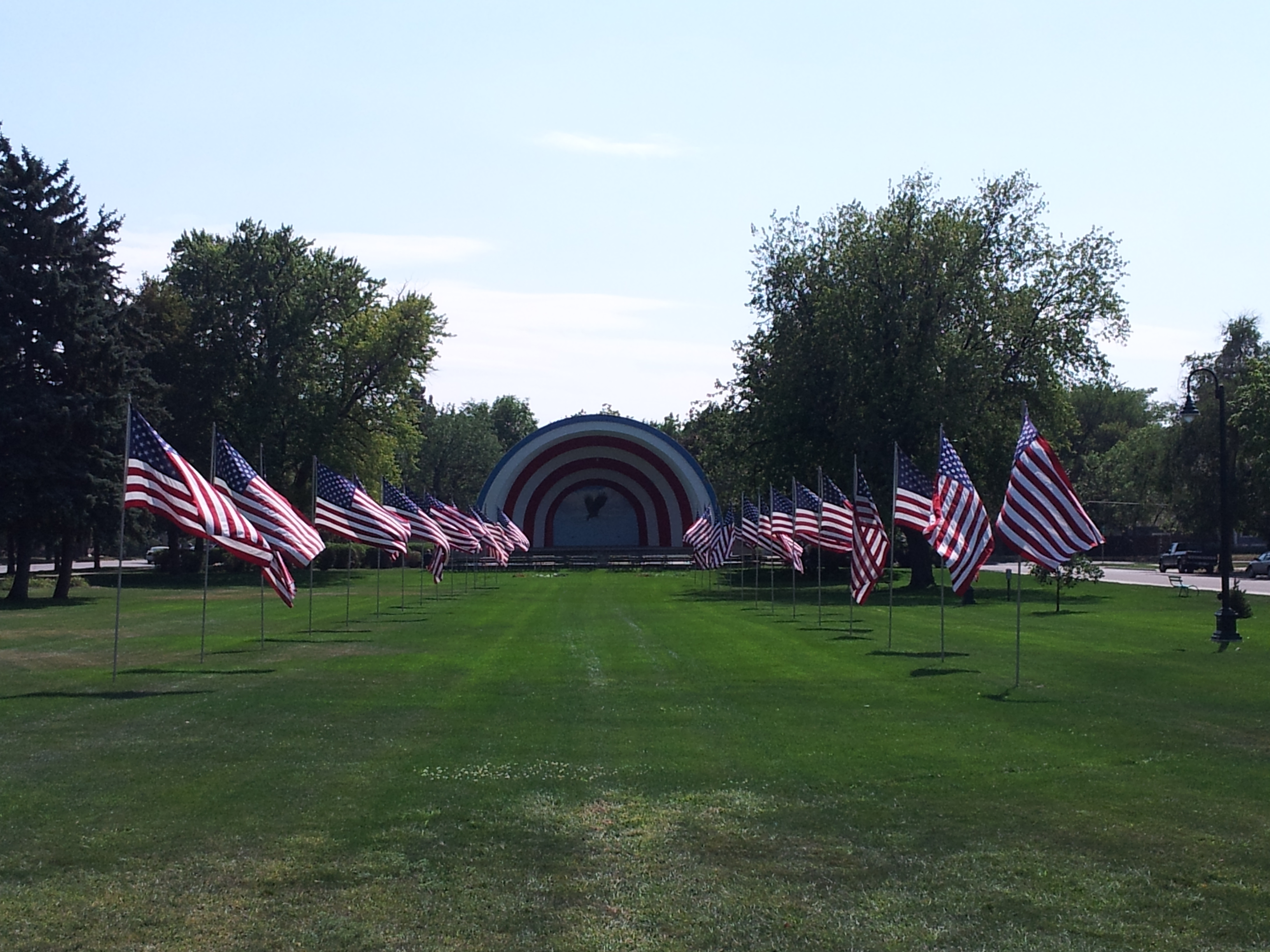
Le Campbell Park.
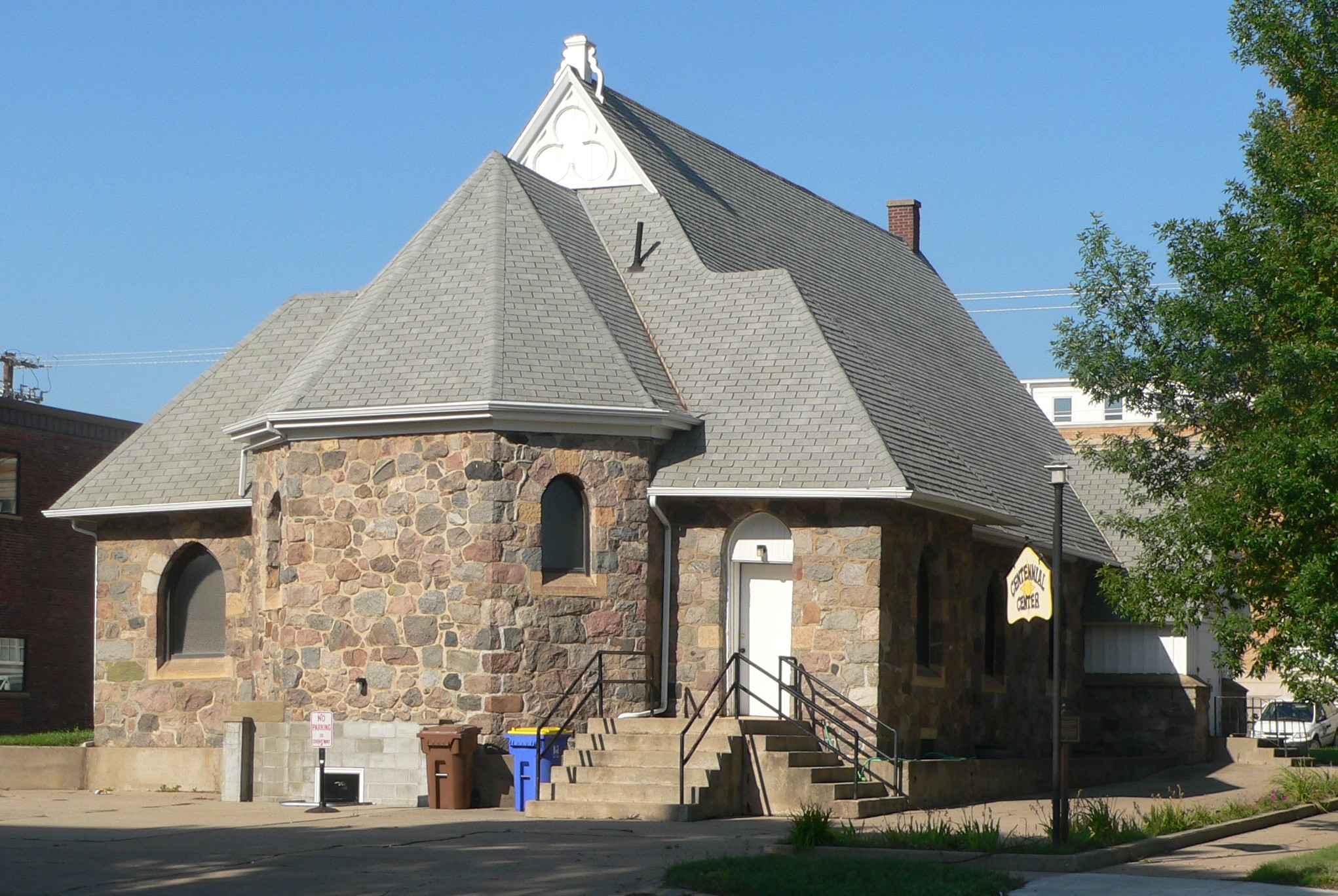
L'église Grace.
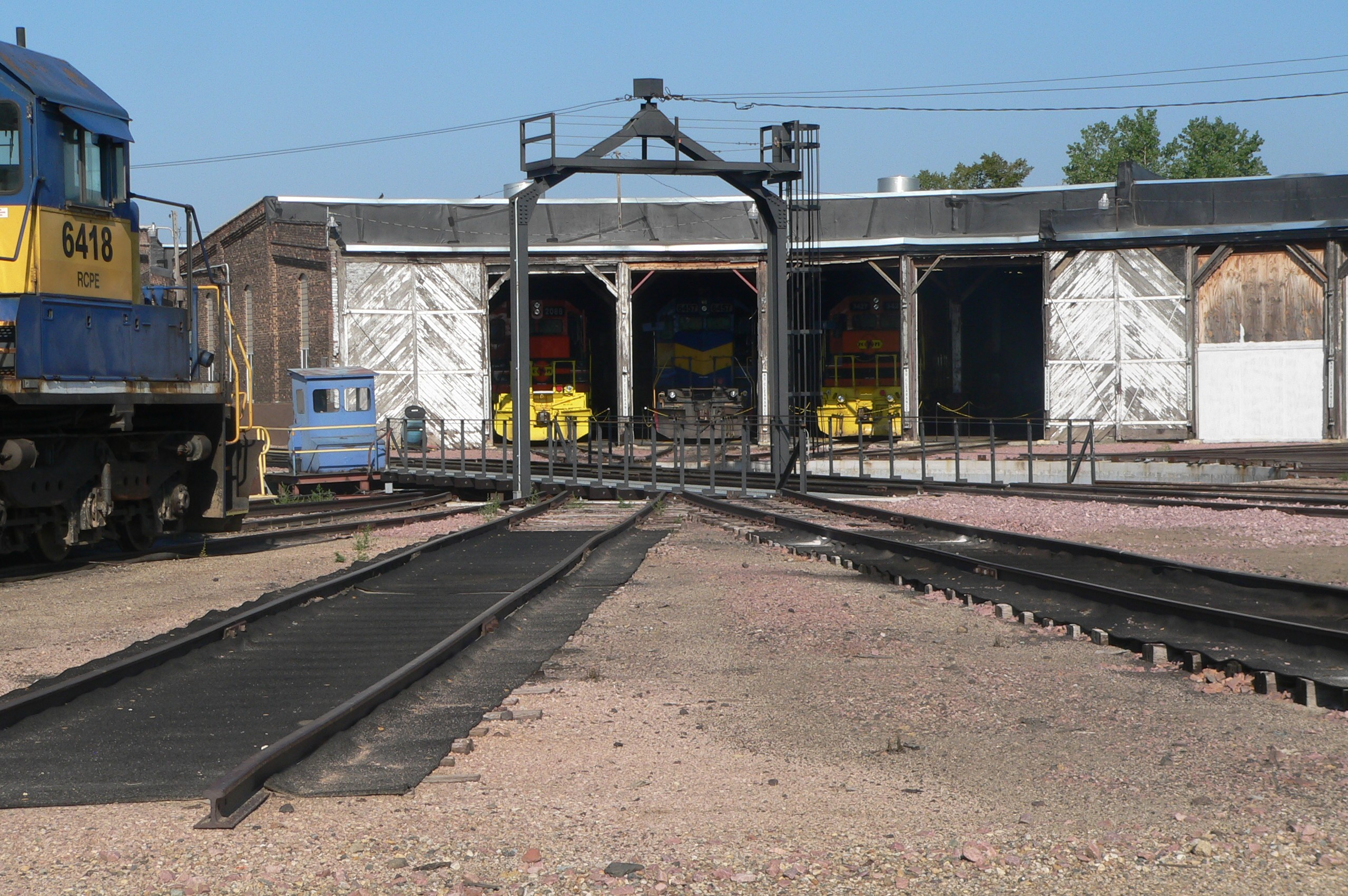
La rotonde ferroviaire.

Huron compte sept lieux ou monuments inscrits au Registre national des lieux historiques :
- le quartier historique de Campbell Park, qui regroupe 89 bâtiments de style Queen Anne et colonial ainsi que deux parcs (Winter Park et Campbell Park), au sud du centre-ville. Il s'agit d'un bon exemple de quartier de la classe moyenne de l'époque au Midwest[2] ;
- l'ancienne église épiscopale de Grace, construite en 1887 dans un style néo-gothique anglais[5] ;
- la maison octogonale de Hattie O. et Henry Drake, construite vers 1893 et l'une des trois seules maisons octogonales du Dakota du Sud[8] ;
- la maison Pyle, construite en 1894 dans un style Queen Anne[9] ;
- la rotonde ferroviaire du Chicago and North Western Railroad, construite en 1907 et toujours en activité[3] ;
- la maison de Faye Bowden, une maison Lustron du modèle Westchester Deluxe construite en 1949[10] ;
- la maison de Margaret et Vernon Maxon, une maison Lustron du modèle Westchester Deluxe construite en 1950[11].

.

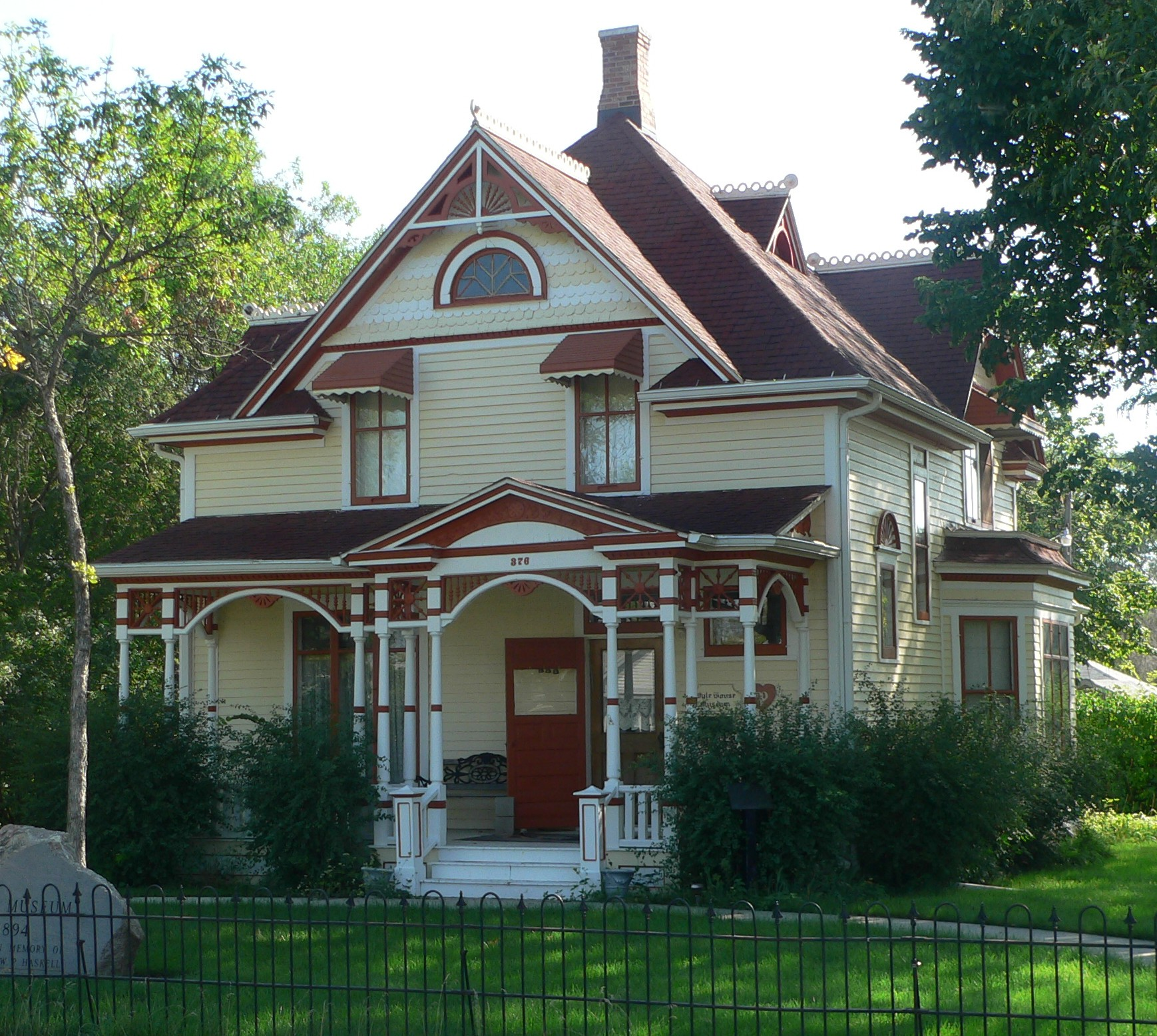
La maison Pyle.
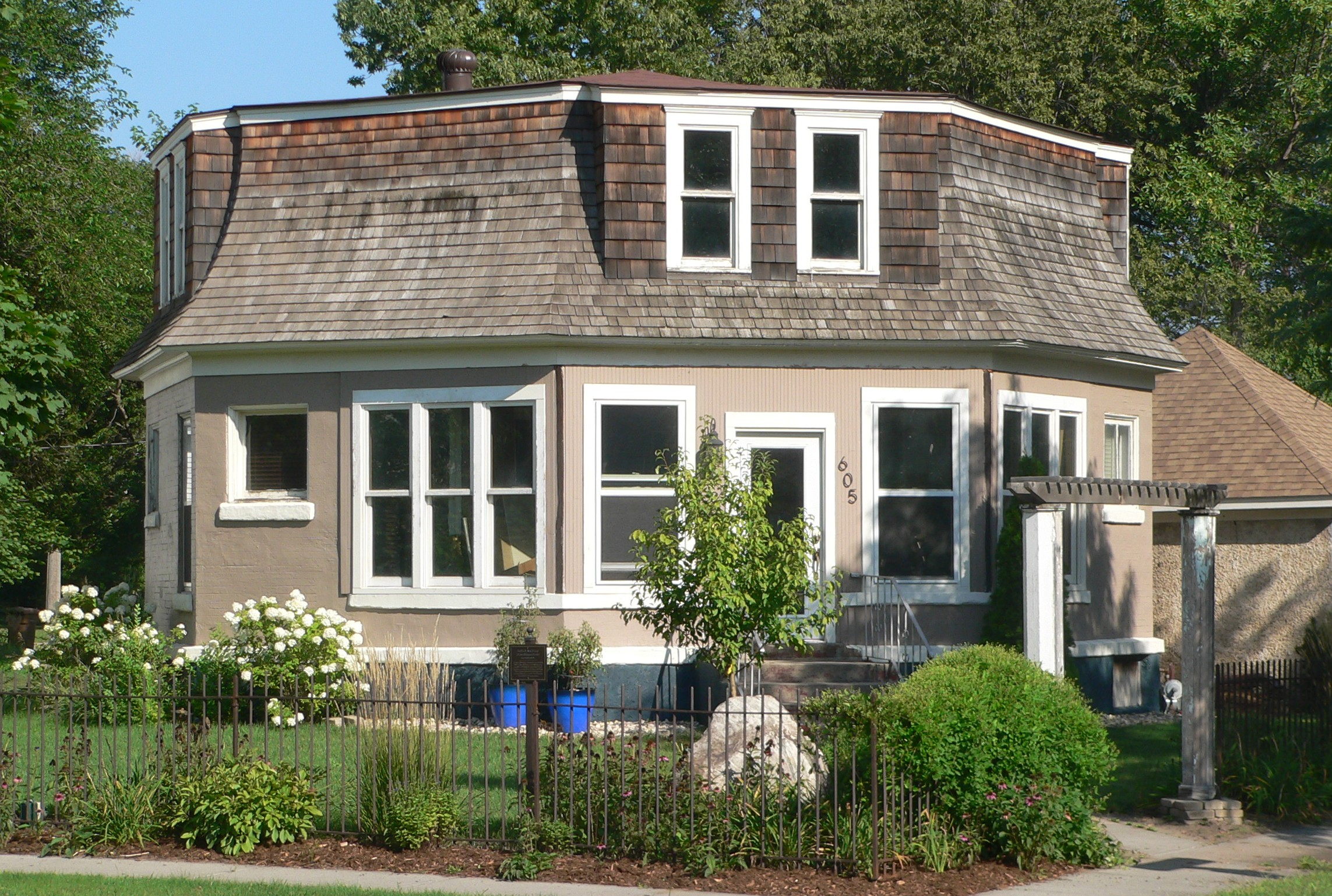
La maison Drake.
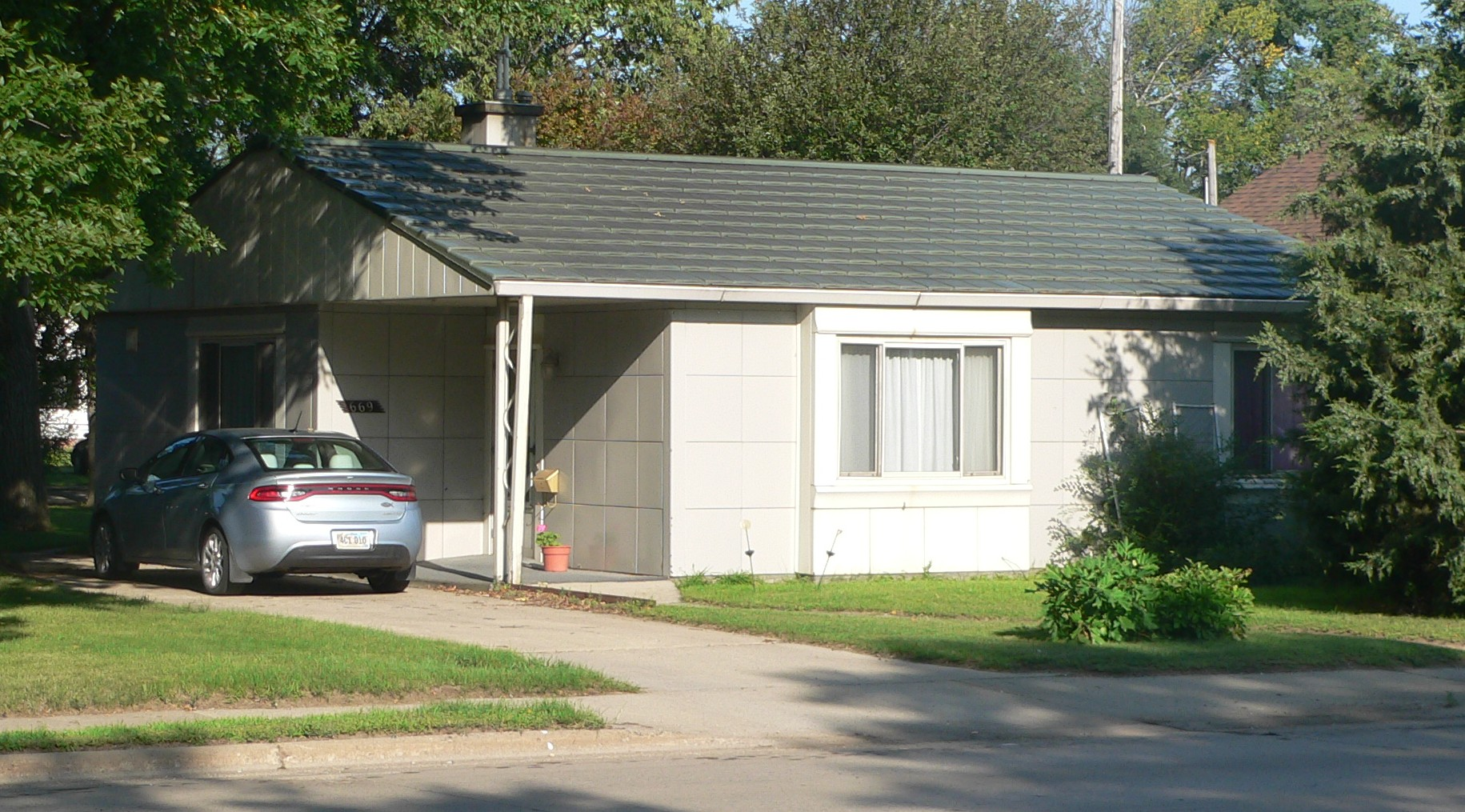
La maison Bowen, une maison Lustron (type de maisons préfabriquées en acier émaillé des années 1940)
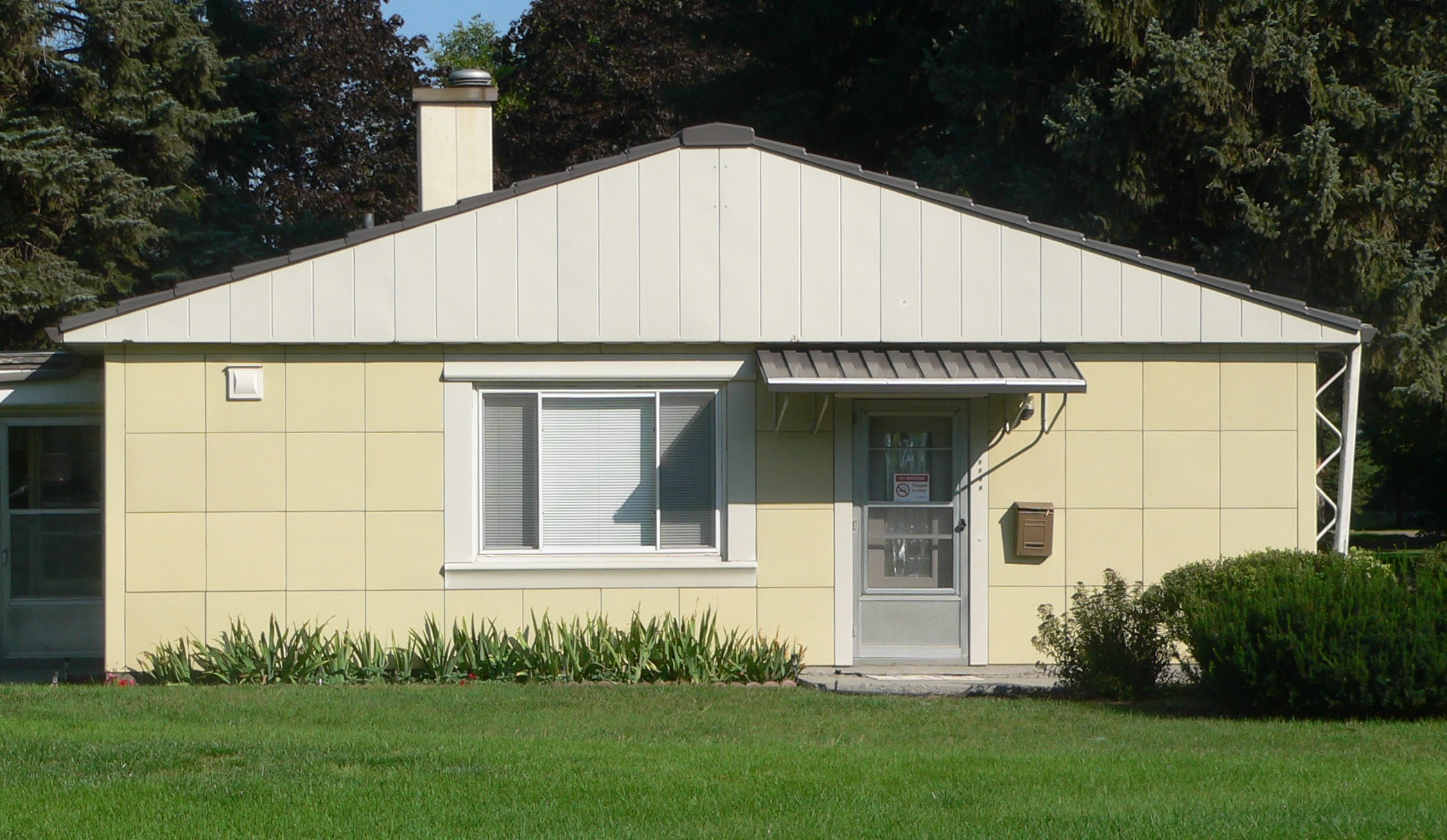
La maison Maxon.

## Démographie
La population de Huron est estimée à 13 696 habitants au 1er juillet 2018.
| Groupe          | Huron (2017) | Dakota du Sud (2018) | États-Unis (2018) |
| --------------- | ------------ | -------------------- | ----------------- |
| Blancs          | 81,3         | 84,4                 | 76,5              |
| Afro-Américains | 0,4          | 2,4                  | 13,4              |
| Amérindiens     | 1,5          | 9,0                  | 1,3               |
| Asiatiques      | 12,6         | 1,7                  | 5,9               |
| Océaniens       | 0,0          | 0,1                  | 0,2               |
| Métis           | 0,7          | 2,4                  | 2,7               |
|                 |              |                      |                   |
| Hispaniques     | 12,0         | 4,1                  | 18,3              |

Le revenu par habitant était en moyenne de 22 733 dollars par an entre 2013 et 2017, inférieur à la moyenne du Dakota du Sud (28 761 dollars) et à la moyenne nationale (31 177 dollars). Sur cette même période, 28,6 % des habitants de Huron vivaient sous le seuil de pauvreté (contre 13 % dans l'État et 12,3 % à l'échelle des États-Unis).
| 1880 | 1890  | 1900  | 1910  | 1920  | 1930   |
| ---- | ----- | ----- | ----- | ----- | ------ |
| 164  | 3 038 | 2 793 | 5 791 | 8 302 | 10 946 |

| 1940   | 1950   | 1960   | 1970   | 1980   | 1990   |
| ------ | ------ | ------ | ------ | ------ | ------ |
| 10 843 | 12 788 | 14 180 | 14 299 | 13 000 | 12 448 |

| 2000   | 2010   | - | - | - | - |
| ------ | ------ | - | - | - | - |
| 11 893 | 12 592 | - | - | - | - |

## Éducation

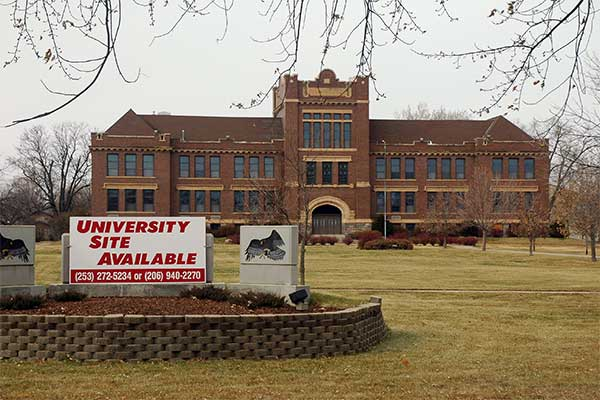
Les locaux de l'université en vente, en 2006.

La ville accueillait autrefois la Huron University (en). L'université a été fondée en 1897 (Huron College) par l'Église presbytérienne. En 1984, elle est rachetée par le propriétaire du National College (en) de Rapid City. Elle prend le nom de Huron University en 1989 lorsqu'elle est rachetée par trois frères londoniens, qui créent un campus à Londres. En 1992, l'université est acquise par des japonais, qui établissent un campus à Tokyo. La Huron University est une nouvelle fois rachetée, par le Colorado Technical Institute (en) en 1996 puis par le Si Tanka College (en) d'Eagle Butte en 2001. En mars 2005, après de longues difficultés financières, la Si Tanka University-Huron est fermée à la suite du départ de son personnel, sans salaire depuis plusieurs mois.

## Presse
Le journal local est le Huron Plainsman.

## Personnalités nées à Huron
- Muriel Humphrey Brown, deuxième dame des États-Unis et sénatrice ;
- Cheryl Ladd née dans la commune, actrice, célèbre pour avoir joué dans la série télévisée Drôles de dames.